# George William de Carteret

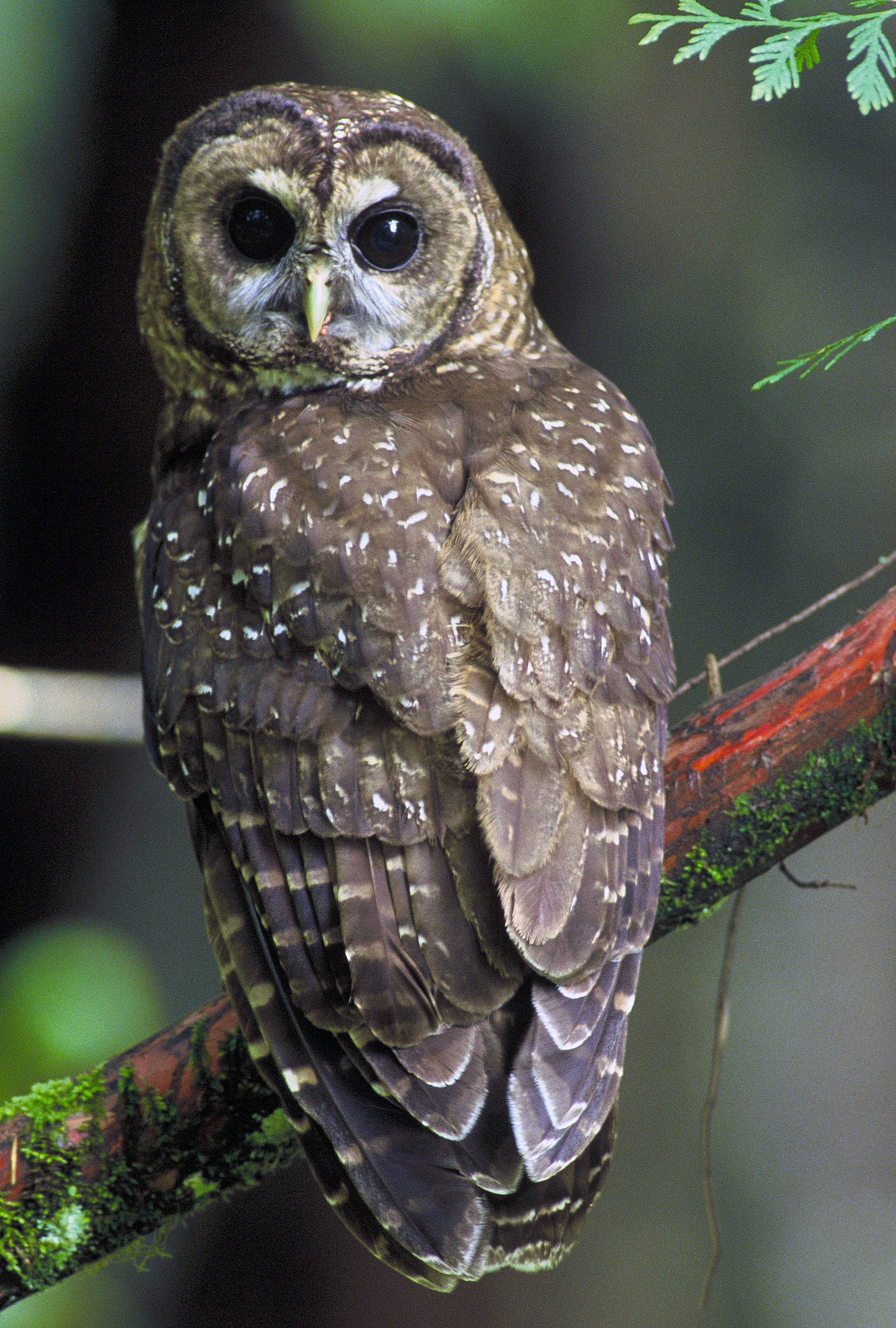
Un búho, pájaro elegido por el autor como mote

George William de Carteret (Saint Peter, Jersey,  1869-4 de septiembre de 1940) escritor y periodista francés. 
Trabajó como redactor en Les Chroniques de Jersey escribiendo una gran cantidad de artículos y versos que eran el tema de conversación de mucha gente al día siguiente. Estas escrituras las hacia bajo los seudónimos de El búho y G.W. de C.
Escribió en el idioma normando de St Pierre alternándolo con francés e inglés. 
Fue autor de poesías, artículos y algunas obras dramáticas para Eisteddfod. 